# Hyphessobrycon mutabilis
Hyphessobrycon mutabilis é uma espécie de peixe da família dos caracídeos e da ordem dos caraciformes. Os machos podem alcançar 2,7 cm de comprimento. A espécie tem 23 vértebres.
Vivem em áreas de clima tropical, na América do Sul, mais especificamente, na bacia do rio Xingu, no Brasil.